# Lac Hillier
Le lac Hillier (en anglais : Lake Hillier) est  une lagune australienne située sur l'île du Milieu (Middle Island), dans l'archipel de la Recherche (Australie-Occidentale), lui-même dans la Grande Baie australienne. Ses eaux fort salines sont d'un rose vif dont la cause n'a pas été étudiée, cependant d'autres lacs de la région présentent la même couleur due à des micro-organismes.
C'est l'un des sept « lacs roses » d'Australie (à ne pas confondre avec le lac Rose du Sénégal).

## Présentation
Exploré en 1802 par l'explorateur britannique Matthew Flinders, ce lac est long d'environ 600 mètres, cerclé d'un liseré de sels blancs, entouré d'une forêt d'eucalyptus et séparé de l'océan par un cordon de sable blanc. Il a des eaux d'un rose soutenu. Les scientifiques ont d'abord cru que sa couleur était due au fond du lac, mais même si l'on recueille un peu d'eau dans un verre, elle conserve sa couleur rose.[réf. nécessaire]
Bien que la source de la couleur rose n'ait pas été définitivement prouvée dans le cas du lac Hillier, la couleur rose des autres lacs salés dans la région résulte d'un colorant créé par les micro-organismes Dunaliella salina et Halobacteria.[réf. nécessaire]
Malgré la teinte inhabituelle, l'eau du lac ne présente pas d'effets indésirables connus sur les baigneurs.

## Conservation environnementale
L'île du Milieu, dans laquelle se trouve le lac, fait partie de la réserve naturelle de l'archipel de Recherche. 
Depuis 2002, le lac est considéré comme zone humide d'« importance subrégionale ».
Le lac est de nos jours classé en zone importante pour la conservation des oiseaux par l’ONG Birdlife International ; depuis lors, le site ne peut être observé que depuis le ciel.

## Autres lacs roses en Australie et ailleurs
Le lac Hillier est parfois confondu avec le lac Spencer (en), ce dernier souvent appelé de nos jours « Pink Lake » (lac Rose) et qui se trouve dans la région de Goldfields-Esperance à l'ouest de la région d'Australie-Méridionale.
Les autres lacs roses d'Australie sont :
en Australie-Occidentale
- le lagon Hutt (sur la côte de Corail, ~ 510 km au nord de Perth) ;
- le lac rose de Quairading (à Badjaling (en), près de Quairading, ~ 170 km à l'est de Perth) ;

en Australie-Méridionale
- le lac Eyre (dans l'arrière-pays, ~500 km au nord d'Adelaide) ;
- le lac Bumbunga (en) (près de la vallée de Clare, 130 km N d'Adelaide) ;
- le lac MacDonnell (en) (dans la péninsule d'Eyre, 800 km N-O d'Adelaide) ;
- le lac Hart à 35 km à l'ouest de Woomera (~500 km N-N-O d'Adelaide) ;

dans le Victoria
- le lac Lochiel (en), aussi appelé Pink Lake, près de Dimboola (350 km N-O de Melbourne).

D'autres lacs roses se trouvent :
- en Espagne (lac du parc naturel des Lagunes de Mata-Torrevieja) ;;
- en Ukraine et Russie (lac Syvach, au bord de la mer Noire[7]) ;
- au Sénégal (lac Retba) ;
- en Tanzanie (lac Natron).